# Kobreite
Als Kobreite oder Ko-Breite wird in der Astronomie, Geodäsie und sphärischen Trigonometrie der Komplementärwinkel der geografischen bzw. astronomischen Breite B bezeichnet:
Kobreite = 90° - B
Die Einführung des Begriffs, der dem Winkelabstand eines Ortes vom Nordpol entspricht, vereinfacht die Schreibweise vieler Formeln und kann in manchen Fällen auch Vorzeichenfehlern vorbeugen.

Astronomisches Dreieck mit den 3 Seiten (Kobreite 90°-B, Poldistanz 90°-Deklination, Zenitdistanz 90°-Höhe) und den 3 Winkeln (Azimut Az, Stundenwinkel t, parallaktischer Winkel q).
Im Nordosten bewegt sich der Stern steil aufwärts (siehe auch größte Digression).

Das astronomische Dreieck (Pol-Zenit-Stern, siehe Bild) enthält als eine seiner 3 Seiten immer die Kobreite. Da auch die zwei anderen Seiten Komplementärwinkel sind, werden oft auch für sie analoge Bezeichnungen verwendet:
- Zenit-Stern: 90° - Höhenwinkel = Zenitdistanz
- Pol-Stern: 90° - Deklination = Poldistanz.

## Verwendung in der Geometrie
Die Kobreite wird in sphärischen Koordinaten unter dem Formelzeichen θ bzw. ϑ ("theta") verwendet.
Das Quadrat eines infinitesimales Linienelementes {\displaystyle ds} ist somit in diesen Koordinaten gegeben durch
{\displaystyle (ds)^{2}=(dr)^{2}+r^{2}(d\theta )^{2}+r^{2}\sin ^{2}(\varphi )(d\theta )^{2}},
wobei {\displaystyle \varphi } für die (im Fall der Erde geographische oder astronomische) Länge steht.